# Paravoca opaca
Paravoca opaca là một loài nhện trong họ Amaurobiidae.
Loài này thuộc chi Paravoca. Paravoca opaca được miêu tả năm 1973 bởi Raymond Robert Forster & Wilton.